# Nitrosomonas halophila
Nitrosomonas halophila ist eine Bakterienart der Gattung Nitrosomonas. Es handelt sich um eine nitrifizierende Bakterienart, die im Stoffwechsel Ammoniak (NH3) zu Nitrit (NO2−) oxidiert und hierdurch Energie gewinnt.

## Merkmale
Die Zellen sind 1,1–1,5 × 1,5–2,2 µm groß. Wenn sie beweglich sind, besitzen die Zellen einen Büschel von Flagellaten. Die Art ist wie alle Bakterien der Gruppe der Proteobacteria gramnegativ. Nitrosomonas halophila ist aerob, das Bakterium benötigt Sauerstoff. Wie der Artname bereits sagt, ist die Art halophil, es lebt in Umgebungen mit erhöhter Salzkonzentration. Einige Kulturen sind alkalitolerant, sie tolerieren Werte von bis zu 10 pH.
Die Bakterien sind im Gegensatz zu einigen anderen Vertretern der Gattung nicht in der Lage Harnstoff als Ammoniumquelle zu nutzen. Nitrosomonas halophila ist, wie alle Mitglieder der Familie der Nitrosomonadaceae, chemolithoautotroph, d. h., es werden anorganische Elektronendonatoren (Ammoniak) zur Energiegewinnung angewendet, die Art ist nicht auf organische Energie- und Kohlenstoffquellen angewiesen.
Nitrosomonas halophila wurde von Salzseen in der Mongolei und aus Brackwasser der Nordsee isoliert.

## Stoffwechsel
Nitrosomonas halophila zählt, wie alle Nitrosomonadaceae zu den Nitrifizierer. Der Stoffwechsel beruht auf der Nitrifikation, es wird Ammoniak (NH3) zu Nitrit (NO2−) oxidiert.
Hierbei werden durch die Oxidation von Ammoniak Elektronen in eine Elektronentransportkette gebracht. Es wird eine protonenmotorische Kraft erzeugt, wodurch schließlich ATP gebildet wird. Für die Kohlenstofffixierung nutzen die nitrifizierenden Bakterien den Calvin-Zyklus, der auch bei der Photosynthese der Pflanzen genutzt wird.
Die Nitrifikation spielt eine bedeutende Rolle im Stickstoffkreislauf der Erde.